# Rocker Production
Rocker Production AB var en tillverkare av portionssnus beläget i Arvika i Värmland som bildades 2000 av Bo Kungberg och Göran Wennberg. Rocker var först med att introducera snus smaksatt av mint och kaffe. 
Rocker hade från början en för branschen unik oval hermetiskt tät dosa som inte behövdes kylförvaras, vilket hindrade snuset från att torka.
Rocker Production AB var under inledande år privatägt, varefter det 2006 förvärvades av den internationella tobaksjätten Philip Morris International.När affären var klar lade man ner Rockers tidigare snussorter och introducerade ett mer traditionellt snus kallat 1847. Även de karaktäristiska dosorna slopades.2009 såldes Rocker Production AB vidare till Swedish Match som även fick licensrättigheterna av varumärket 1847. Philip Morris och Swedish Match inledde i samband med affären även ett samarbete i ett gemensamt bolag med syfte att introducera svenskt snus som produkt utanför den svenska och amerikanska marknaden. Senare samma år lades snustillverkningen ner i Arvika och flyttades till Swedish Match fabriker i Göteborg och Kungälv. Enligt Swedish Match berodde det på problem med produktutvecklingen av snuset 1847, ett snusmärke som senare helt togs ur produktion på grund av vikande försäljning.
2013 avregistrerades aktiebolaget.

## Snussorter från Rocker Production
- Röd (tobak, ej smaksatt) (2000-2006)
- Svart (citrus)(2000-2006)
- Silver (mint)(2000-2006)
- Blå (lakrits)(2000-2006)
- Guld (kaffe)(2000-2006)
- 1847 by Philip Morris (2006-2009)